# Oneiliana
Oneiliana là một chi bướm đêm thuộc họ Geometridae.